# Ямамура Кадзуя
Кадзуя Ямамура (яп. 山村 和也, нар. 2 грудня 1989, Нагасакі) — японський футболіст, захисник клубу «Сересо Осака».

## Клубна кар'єра
Виступав за футбольну команду університету Рюцу Кейзай, за яку у 2008–2009 роках навіть зіграв 18 матчів у Японській футбольній лізі, третьому за рівнем дивізіоні країни.
Своєю грою за цю команду привернув увагу представників тренерського штабу клубу «Касіма Антлерс», до складу якого приєднався на початку 2012 року. Відіграв за команду з міста Касіми наступні чотири сезони своєї ігрової кар'єри і виграв за цей час тричі Кубок Джей-ліги.
До складу клубу «Сересо Осака» приєднався на початку 2016 року. Відтоді встиг відіграти за команду з Осаки 28 матчів у національному чемпіонаті.

## Виступи за збірні
2009 року залучався до складу молодіжної збірної Японії. На молодіжному рівні зіграв у 9 офіційних матчах, забив 2 голи.
2012 року захищав кольори олімпійської збірної Японії. У складі цієї команди провів 12 матчів, забив 1 гол і був учасником футбольного турніру на Олімпійських іграх 2012 року у Лондоні.
6 січня 2010 року дебютував в офіційних матчах у складі національної збірної Японії в матчі кваліфікації до Кубка Азії 2011 проти збірної Ємену (3:2). Після цього за збірну більше не грав.

## Досягнення
- Чемпіон Японії: 2020, 2021
- Володар Кубка Імператора Японії: 2017, 2020, 2023
- Володар Кубка Джей-ліги: 2011, 2012, 2015, 2017, 2019
- Володар Кубка банку Суруга: 2012, 2013
- Володар Суперкубка Японії: 2018, 2019, 2021

Збірні
- Переможець Азійських ігор: 2010